# Five Years
Five Years é uma canção composta por David Bowie e lançada em 1972. Ela foi a canção de abertura para o álbum The Rise and Fall of Ziggy Stardust and the Spiders from Mars.
A canção fala de uma terra condenada à destruição em cinco anos e as consequências desse conhecido. Tem rumores que Bowie escolheu esse espaço de tempo, cinco anos, como resultado de um sonho no qual seu pai falecido fala para que ele nunca mais deve voar novamente e que ele iria morrer em cinco anos.

## Versões ao vivo
- Bowie toca a canção no show da BBC In Concert: John Peel em 3 de junho de 1971. Este foi ao ar em 20 de junho de 1971 e lançado em 2000 no álbum Bowie at the Beeb.
- A versão gravada no Santa Monica Civic Auditorium, em Los Angeles, em 20 de outubro de 1971 foi lançada no Santa Monica '72.
- Outra versão gravada na turnê "Heroes" no Philadelphia Spectrum em 28 ou 29 de abril de 1978, foi lançado no Stage.
- Bowie tocou a música no Old Grey Whistle Test. Esta foi incluída na versão DVD do Best of Bowie.
- A canção foi tocada por Bowie junto ao Arcade Fire no concerto Fashion Rocks de 2005 em Nova Iorque junto com "Life on Mars?" e a música da banda Arcade Fire, "Wake Up". Estas gravações estão todas disponíveis no iTunes Music Store.

## Outros lançamentos
- Nas coletâneas, The Best of David Bowie (Japão - 1974) e Starman (Rússia - 1989).

## Versões covers
- Aslan - CD Single (1998)
- Cyclefly - "Blockbuster: A Glitter Glam Rock Experience" (2000).
- Endless - "The Dark Side Of David Bowie: A Tribute To David Bowie" (1997)
- Fish - "Songs from the Mirror" (1993)
- Seu Jorge - The Life Aquatic Studio Sessions (2005)
- Marian Gold – (United) (1999)
- Golden Smog - Live Recording 16 April 1996
- Low Max - Live Recording
- The Outcasts - 5-track mini-LP, "Seven Deadly Sins", "Blood and Thunder" & "Seven Deadly Sins" CD (1997)
- Frank Sidebottom - "Frank's Firm Favourites"
- Techno Cowboy - The Ziggy Stardust Omnichord Album (2009)
- The Polyphonic Spree - a canção está disponível no website da banda. Eles ocasionalmente tocavam durante a turnê de Bowie, Reality.
- Brian Molko - Live on France2 (2004)
- Sem créditos no álbum de tributo ".2 Contamination: A Tribute to David Bowie" (2006)
- The Enemy - Live Recording 12 March 2007
- Christian Beach - Hero: The Main Man Records Tribute to David Bowie (2007)
- Camille O'Sullivan - Live @ The Olympia (2008)
- Old 97's - "Mimeograph" EP (2010)
- The Postmarks - By The Numbers (2009)
- Dubious Ranger - Butchers Volume 1 (2009)